# 老挝宪法
《老挝人民民主共和国宪法》是老挝人民民主共和国的最高法律，规定了政府的职能和权力，并定义了老挝公民的权利和义务。现行宪法于1991年8月14日通过，此时已是1975年老挝人民民主共和国成立16年后。在此之前，老挝人民民主共和国没有书面宪法或刑事法规。宪法由序言和正文组成。依据宪法，建立了一套类似于传统的三权分立的权力机构。
1991年宪法是老挝的第三部宪法。第一部宪法于1945年由老挝独立政府颁布。第二部宪法是法国编写的君主立宪法，于1947年通过，并于1957年修订，最后于1975年废除。